# Franz Anton Pilgram
Franz Anton Pilgram (Feldkirchen in Kärnten, 7 giugno 1699 – Vienna, 24 ottobre 1761) è stato un architetto austriaco.
Allievo di Johann Lucas von Hildebrandt, operò prevalentemente in Austria nel periodo stilistico del barocco.
Nel 1862 gli furono intitolate la Pilgramgasse di Vienna e nel 1867 il Pilgrambrücke.
Fu il padre dell'astronomo Anton Pilgram.

## Biografia
Si formò nei primi anni della sua vita presso lo zio Franz Jänggl col quale collaborò nella costruzione del monastero di Göttweig e nella Heiligenkreuz. Dopo la morte di quest'ultimo nel 1734, divenne lavoratore indipendente. Durante il suo viaggio di studio in Italia, ebbe modo di ammirare l'operato di Francesco Borromini, Pietro da Cortona e Carlo Rainaldi dai quali venne pesantemente influenzato. Nel 1727 venne accettato come maestro nella gilda dell'arte degli scalpellini di Vienna ed iniziò a ottenere commissioni e consensi sia da parte dell'aristocrazia che da parte degli ecclesiastici locali. Si distinse come architetto, capomastro, tecnico e decoratore (progettò anche altari, pulpiti, organi e altri suppellettili da chiesa). Durante la ricostruzione del monastero benedettino di Göttweig (1726-1746) ebbe modo di conoscere e di apprezzare Johann Lukas von Hildebrandt al quale si legò particolarmente al punto da divenirne allievo. Ebbe molte commissioni da parte di ordini monastici come ad esempio i cistercensi nella chiesa di San Gottardo (1728 - 1755) e ad Heiligenkreuz (1729 - 1755), i premostratensi a Louka ed a Jasov (1750 - 1766), le monache di Sant'Elisabetta a Bratislava (1739 - 1743), a Vienna ed a Linz.
Franz Anton Pilgram fu inoltre il principale esportatore degli elementi decorativi del barocco austriaco nel territorio dell'odierna Slovacchia. L'arcivescovo di Esztergom, Imrich Eszterházy, nel 1739 gli affidò la realizzazione della chiesa e del monastero di Sant'Elisabetta nella periferia nord-orientale di Bratislava.

## Opere
- Castello di Riegersburg
- Completamento dell'Abbazia di Göttweig

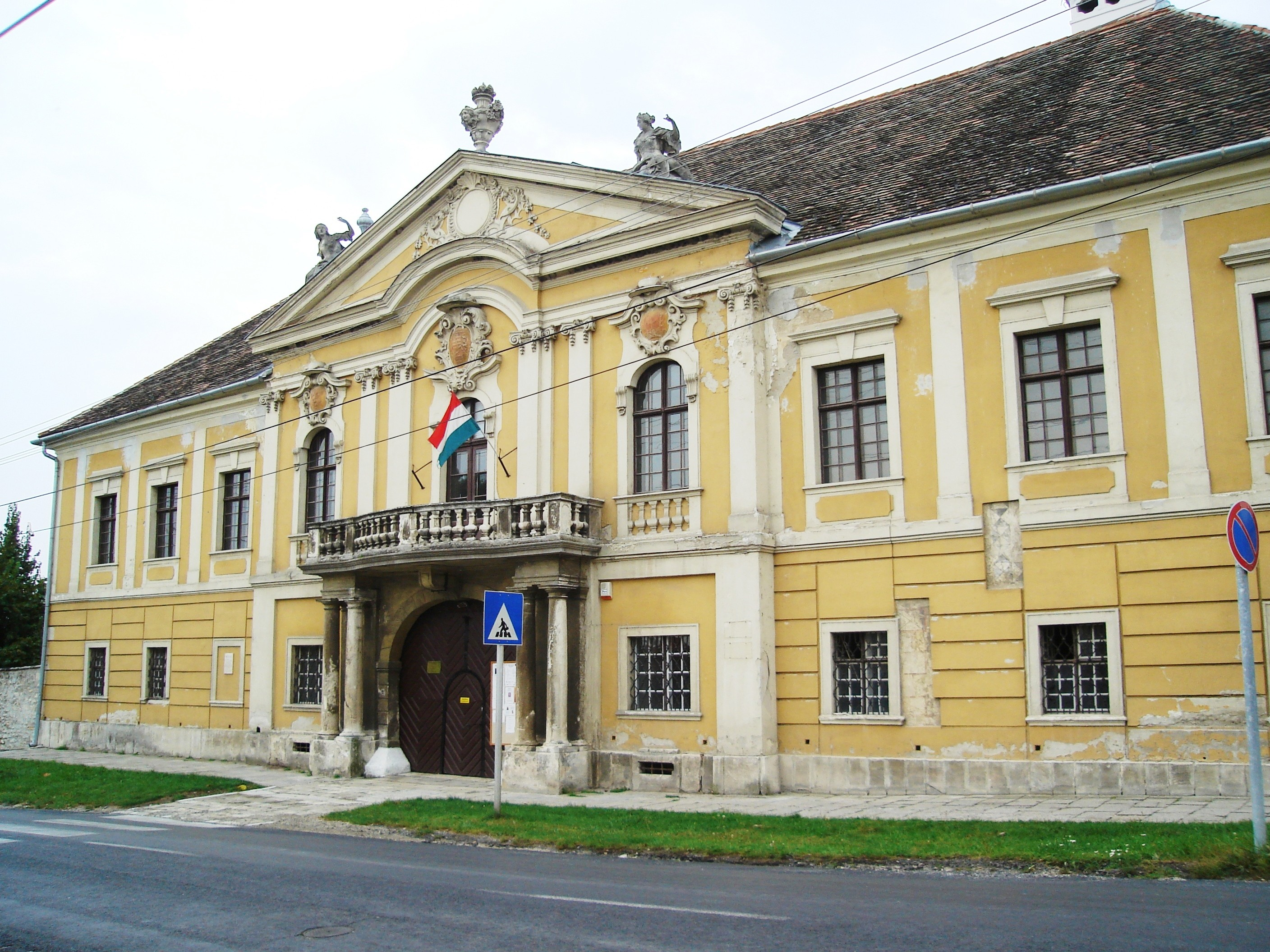
Il palazzo arcivescovile di Fertőrákos

- 1745-1761: Sistemazione del monastero dei premostratensi a Bruck presso Znojmo in Moravia
- Progettazione dell'eremo di Majk
- Chiesa e monastero di San Gottardo a Szentgotthárd
- Ristrutturazione del Palazzo Rottal a Vienna
- Palazzo arcivescovile di Kroisbach (Fertőrákos)
- Monastero di Jasov